# Nyodes herbuloti
Nyodes herbuloti är en fjärilsart som beskrevs av François Louis Nompar de Caumont de Laporte 1973. Nyodes herbuloti ingår i släktet Nyodes och familjen nattflyn. Inga underarter finns listade i Catalogue of Life.